# Štvanec (Star Trek: Nová generace)
Štvanec (v anglickém originále The Hunted) je v pořadí jedenáctá epizoda třetí sezóny seriálu Star Trek: Nová generace.

## Příběh
USS Enterprise D se účastní jednání na planetě Angosia, která usiluje o vstup do Spojené federace planet. Angosianské orgány žádají kapitána Picarda o pomoc při dopadení odsouzeného, který uprchl transportní lodí z trestanecké kolonie na Lunaru V. Pro Enterprise, které momentálně velí Dat, není těžké loď najít, ale pak ji ztratí z dohledu za asteroidem. Když se opět vynoří na druhé straně zpoza asteroidu, není celá, musela se rozdělit na více segmentů. Senzory neodhalí na palubě žádné známky života, a tak letí Enterprise za asteroid hledat zbytek lodi. Naleznou zde trosky druhé části lodi a opět žádné známky života. V domnění, že vězeň zahynul, Dat přikazuje návrat k planetě. Nicméně po opuštění stínu asteroidu Wesley zjistí, že první část lodi, kterou viděli předtím, zmizela. Když zavolá z planety Picard a požaduje hlášení, Dat je nucen připustit, že vězeň jim unikl.
Picard a Riker se vrátí na Enterprise. Dat přijde na to, že vězeň využil magnetického pólu planety, aby oklamal jejich dálkové senzory. Letí tedy k magnetickému pólu a objeví tam ztracenou loď, která je na kolizním kurzu k nim. Přestože senzory stále nezaznamenávají žádné známky života, někdo musí loď očividně ovládat. Worf zvedne štíty a loď odrazí. Dat oznamuje, že vězeň opustil loď v jakémsi jednomístném modulu těsně před kolizí. Tento je transportován na Enterprise. Během transportu O'Brien detekuje u vězně zbraň, kterou ještě před dokončením přenosu zneškodní. Když ho členové bezpečnosti chtějí zadržet, bojuje s nimi a zpočátku se zdá být imunní střelbě z phaserů. Přepere oba strážné, zraní O'Briena a zastavit se jej podaří až Rikerovi a Worfovi.
Jeho jméno je Roga Danar. Poradkyně Troi z něj cítí jen malou agresi a považuje za nepravděpodobné, že je tak násilnický. Ze zjištěných informací je patrné, že ačkoliv je vězeň, nemá v záznamech vůbec žádné kriminální činy. Vláda Angosie pro něj pošle transportní loď, která jej má dopravit zpět do vězení na Lunaru V. Zároveň potvrdí, že byl dříve normální občan, který narukoval do armády a byl psychologicky a biochemicky přizpůsoben, aby z něj byl lepší voják. Pokud je v nebezpečí, jeho paměť, inteligence, reflexy a síla se zvýší. Je uvězněn, protože jeho soužití s většinovou společností je nevhodné a problematické. Nicméně odmítají diskutovat o jeho právech a tvrdí, že se jedná o interní záležitost, do které nemá Federace právo zasahovat.
Při pokusu o transport z cely na Enterprise do angosianské policejní transportní lodi se Danarovi nějakým způsobem podaří vymanit z paprsku a uniknout. Jelikož jeho pohyb nemohou sledovat senzory, snadno se mu daří prchat před bezpečnostními týmy. Rychle se přesunuje chodbami a jeffriesovými průlezy až do nákladového prostoru, kde za pomoci phaseru aktivuje transportér. Jeho prostřednictvím se přesune na angosianskou loď. Předtím opět použije phaser, aby ochromil senzory Enterprise a nebylo jej možné sledovat. S transportní lodí zaútočí na trestaneckou kolonii na Lunaru V a osvobodí několik svých spoluvězňů.
Společně potom vedou útok na město a postaví se angosianské vládě. Picard, Worf, Troi a Dat, kteří sem přišli prošetřit zřejmé systematické porušování práv bývalých vojáků, jsou s vládou právě v momentě, kdy dojde k jejímu napadení. Uprchlí vězni nemají nic proti Picardovi a jeho posádce, jejich pozornost se obrací jen k vládě. S bezostyšným pokrytectvím vláda žádá Picarda, aby zasáhl a povstání zastavil. Nicméně ten to odmítne a radí jim, aby se nebránili, protože vojáci jsou pouze naprogramovaní k přežití. Nebyli naprogramovaní k vraždění lidí, kteří jim nekladou odpor. Pak se společně s ostatními z Enterprise transportuje zpět a dá vládě vědět, že musí učinit rozhodnutí, co udělají se svými vojenskými veterány. Danar se zdá potěšen, že byl rozpoznán a usmívá se na odcházející členy posádky Enterprise.
Po svém návratu Picard poznamená, že pokud vláda přežije, bude jim poskytnuta asistence za účelem pomoci jejich veteránům s uvykáním, a také že mohou později znovu zkusit zažádat o členství ve Federaci.